# Maria (Cecilia Bartoli-album)
Maria är ett musikalbum från 2007 med Cecilia Bartoli. Albumet är en hyllning till den spanska sångerskan Maria Malibran (1808–36).

## Låtlista
1. "Se un mio desir...Cedi al duol" ur Irene, o L'Assedio di Messina (Giovanni Pacini) – 3'45
2. "Ira del ciel" ur Irene, o L'Assedio di Messina (Giovanni Pacini) – 2'26
3. "Cari giorni" ur Ines di Castro (Giuseppe Persiani) – 4'09
4. "Infelice" (Felix Mendelssohn) – 12'19
5. "Yo que soy contrabandista" ur El poeta calculista (Manuel del Pópulo Vicente García) – 2'28
6. "Ah, non credea mirarti" ur La sonnambula (Vincenzo Bellini) – 4'18
7. "Ah, non giunge uman pensiero" ur La sonnambula (Vincenzo Bellini) – 3'29
8. "Air à la tirolienne avec variations" (Johann Nepomuk Hummel) – 7'27
9. "E non lo vedo" ur La figlia dell'aria (Manuel García) – 7'05
10. "Rataplan" (Maria Malibran) – 2'28
11. "Dopo tante e tante pene" (Giovanni Pacini) – 3'20
12. "O rendetemi la speme" ur I puritani (Vincenzo Bellini) – 5'20
13. "Vien, diletto, è in ciel la luna!" ur I puritani (Vincenzo Bellini) – 2'51
14. "Come dolce a me favelli" ur Clari (Jacques Halévy) – 4'39
15. "Scorrete, o lagrime" ur Amelia (Lauro Rossi) – 2'35
16. "Prendi per me sei libero" (Maria Malibran) – 4'18
17. "Casta Diva" ur Norma (Vincenzo Bellini) – 6'49

## Medverkande
- Cecilia Bartoli – mezzo-sopran
- Adam Fischer – dirigent
- Orchestra La Scintilla

### Fotnoter
1. ↑  ”Decca”. Arkiverad från originalet den 25 maj 2012. http://archive.today/2012.05.25-172741/http://www.deccaclassics.com/cat/single?sort=newest_rec&PRODUCT_NR=4759078&SearchString=Maria&ART_ID=BARCE&flow_per_page=50&UNBUYABLE=1&per_page=50&presentation=flow. Läst 27 oktober 2011.